# Copa Mundial Femenina de Rugby League de 2013
La Copa Mundial Femenina de Rugby League de 2013 fue la cuarta edición de la Copa Mundial Femenina de Rugby League. 
El organizador de la copa fue Inglaterra.
El campeón fue Australia, consiguiendo su primer campeonato.

## Equipos participantes
- Australia
- Francia
- Inglaterra
- Nueva Zelanda

## Fase de grupos
| Pos. | Equipo        | Encuentros | Encuentros | Encuentros | Encuentros | Tantos  | Tantos    | Tantos     | Puntos |
| Pos. | Equipo        | jugados    | ganados    | empatados  | perdidos   | a favor | en contra | diferencia | Puntos |
| ---- | ------------- | ---------- | ---------- | ---------- | ---------- | ------- | --------- | ---------- | ------ |
| 1    | Nueva Zelanda | 3          | 3          | 0          | 0          | 136     | 22        | +114       | 6      |
| 2    | Australia     | 3          | 2          | 0          | 1          | 92      | 20        | +72        | 4      |
| 3    | Inglaterra    | 3          | 1          | 0          | 2          | 62      | 52        | +10        | 2      |
| 4    | Francia       | 3          | 0          | 0          | 3          | 4       | 202       | -198       | 0      |

### Partidos
| 5 de julio de 2013 | Nueva Zelanda | 88 - 0 | Francia |  |  |

| 5 de julio de 2013 | Inglaterra | 6 - 14 | Australia |  |  |

| 8 de julio de 2013 | Australia | 72 - 0 | Francia |  |  |

| 8 de julio de 2013 | Inglaterra | 16 - 34 | Nueva Zelanda |  |  |

| 11 de julio de 2013 | Nueva Zelanda | 14 - 6 | Australia |  |  |

| 11 de julio de 2013 | Inglaterra | 42 - 4 | Francia |  |  |

## Fase final

### Tercer puesto
| 13 de julio de 2013 | Inglaterra | 54 - 0 | Francia | South Leeds Stadium, Hunslet |  |

### Final
| 14 de julio de 2013 | Australia | 22 - 12 | Nueva Zelanda | Headingley Rugby Stadium, Leeds |  |

| Bandera de Australia |
| Campeón Australia    |
| Primer título        |